# Campionato asiatico femminile di pallacanestro 1995
Il 16º Campionato Asiatico Femminile di Pallacanestro FIBA (noto anche come FIBA Asia Championship for Women 1995) si è svolto a Shizuoka in Giappone dal 23 al 30 luglio 1995.
I Campionati asiatici femminili di pallacanestro sono una manifestazione biennale tra le squadre nazionali organizzato dalla FIBA Asia.

## Squadre partecipanti
- Corea del Sud
- Cina
- Giappone
- Taiwan
- Malaysia
- Giordania
- Thailandia
- Hong Kong
- Indonesia
- Filippine
- Kazakistan
- Kirghizistan

## Risultati

### Livello I
| Squadra       | Partite giocate | Vinte | Perse | Punti fatti | Punti subiti | Differenza | Punti |
| ------------- | --------------- | ----- | ----- | ----------- | ------------ | ---------- | ----- |
| Cina          | 5               | 4     | 1     | 525         | 314          | +211       | 9     |
| Corea del Sud | 5               | 4     | 1     | 494         | 353          | +141       | 9     |
| Giappone      | 5               | 4     | 1     | 474         | 313          | +161       | 9     |
| Taiwan        | 5               | 2     | 3     | 439         | 405          | +34        | 7     |
| Kirghizistan  | 5               | 1     | 4     | 296         | 533          | −237       | 6     |
| Kazakistan    | 5               | 0     | 5     | 262         | 572          | −310       | 5     |

### Livello II
| Squadra    | Partite giocate | Vinte | Perse | Punti fatti | Punti subiti | Differenza | Punti |
| ---------- | --------------- | ----- | ----- | ----------- | ------------ | ---------- | ----- |
| Thailandia | 5               | 5     | 0     | 356         | 215          | +141       | 10    |
| Hong Kong  | 5               | 3     | 2     | 296         | 296          | 0          | 8     |
| Filippine  | 5               | 3     | 2     | 346         | 308          | +38        | 8     |
| Malaysia   | 5               | 3     | 2     | 293         | 289          | +4         | 8     |
| Giordania  | 5               | 1     | 4     | 224         | 352          | −128       | 6     |
| Indonesia  | 5               | 0     | 5     | 244         | 299          | −55        | 5     |

## Finali

### Finale 1º posto
|  | Finale        |               |    |  |
|  |               |               |    |  |
|  | Cina          | Cina          | 94 |  |
|  | Corea del Sud | Corea del Sud | 69 |  |

### Finale 3º posto
|  | Finale   |          |    |  |
|  |          |          |    |  |
|  | Giappone | Giappone | 68 |  |
|  | Taiwan   | Taiwan   | 65 |  |

## Classifica finale
| Qualificate alle Olimpiadi 1996. |

| Posizione | Squadra       | Vinte/Perse |
| --------- | ------------- | ----------- |
| Oro       | Cina          | 5-1         |
| Argento   | Corea del Sud | 4-2         |
| Bronzo    | Giappone      | 5-1         |
| 4         | Taiwan        | 2-4         |
| 5         | Kirghizistan  | 1-4         |
| 6         | Kazakistan    | 0-5         |
| 7         | Thailandia    | 5-0         |
| 8         | Hong Kong     | 3-2         |
| 9         | Filippine     | 3-2         |
| 10        | Malaysia      | 3-2         |
| 11        | Giordania     | 1-4         |
| 12        | Indonesia     | 0-5         |

## Campione d'Asia
| Campione d'Asia | Campione d'Asia | Campione d'Asia | Campione d'Asia |
| --------------- | --------------- | --------------- | --------------- |
| Cina            |                 |                 |                 |